# 이혜경 (아나운서)
이혜경(1987년 ~ )은 대한민국의 MBN 아나운서이다.

## 학력
- 2006년 ~ 2010년 동덕여자대학교 경영학과 학사
- 2014년 고려대학교 대학원 언론학과 석사과정

## 경력
- 2010년 10월 ~ MBN 매일방송 아나운서

## 진행

### TV
- 아빠의 청춘 블루진
- 2014년 ~ 2015년 : 일요 시사마이크
- 2014년 ~ 2015년 : 시사스페셜 진행
- 2014년 : 굿모닝 MBN
- 2015년 고성국 이혜경의 뉴스 공감